# Skräddarsjön
Skräddarsjön är en sjö i Åre kommun i Jämtland och ingår i Neans huvudavrinningsområde. Sjön har en area på 0,237 kvadratkilometer och ligger 880,9 meter över havet.

## Delavrinningsområde
Skräddarsjön ingår i det delavrinningsområde (698841-131516) som SMHI kallar för Utloppet av Skräddarsjön. Medelhöjden är 888 meter över havet och ytan är 1,15 kvadratkilometer. Det finns ett avrinningsområde uppströms, och räknas det in blir den ackumulerade arean 5,13 kvadratkilometer. Vattendraget som avvattnar avrinningsområdet har biflödesordning 2, vilket innebär att vattnet flödar genom totalt 2 vattendrag innan det når havet efter 26 kilometer. Avrinningsområdet består mestadels av kalfjäll (81 procent). Avrinningsområdet har 0,19 kvadratkilometer vattenytor vilket ger det en sjöprocent på 16,9 procent.